# Aleksandr Dobrojótov
Aleksandr Lvóvich Dobrojótov (en ruso: Алекса́ндр Льво́вич Доброхо́тов; nacido el 8 de septiembre de 1950) es un filósofo ruso, historiador de la filosofía, historiador de la cultura y profesor universitario. Se especializó en historia de la cultura rusa, historia de la filosofía, metafísica, filosofía rusa, filosofía antigua y medieval, idealismo de Kant y alemán y filosofía de la cultura. Alexander Dobrokhotov es un destacado filósofo ruso de la cultura y uno de los fundadores de la disciplina llamada culturología.

## Formación
De 1967 a 1972, Aleksandr Dobrojótov fue estudiante de licenciatura en filosofía en la Facultad de Filosofía de la Universidad Estatal de Moscú. De 1972 a 1975, fue estudiante de posgrado en filosofía en el Departamento de Historia de la Filosofía Occidental de la misma universidad. En 1978, defendió su tesis doctoral ('kandidatskaya') titulada Enseñanzas sobre el Ser de Parménides. En 1990 defendió su segunda tesis ('doktorskaya') titulada La categoría del ser en la filosofía antigua del período clásico.

## Vida académica
Aleksandr Dobrojótov comenzó su carrera académica como historiador de la filosofía griega antigua y como intérprete de las teorías del ser de Parménides y Heráclito. Sus estudios dieron lugar a varios libros, uno de los cuales, La categoría del ser en la filosofía clásica de Europa occidental (1986), resume sus principales ideas.
De 1988 a 1995, Dobrojótov fue presidente del Departamento de Historia Cultural del Instituto de Física y Tecnología de Moscú. De 1995 a 2009 fue catedrático de Historia y Teoría de la Cultura Mundial de la Facultad de Filosofía de la Universidad Estatal de Moscú. La cátedra fue creada en 1990. Muchos destacados eruditos soviéticos y rusos como Viacheslav Ivanov, Serguéi Serguéyevich Averintsev, Arón Gurévich, Mijaíl Gasparov, Gueorgui Knabe, Yeleazar Meletinski, Vladímir Romanov, Tatiana Vasilieva, Nina Braguinskaya, Vladímir Bibijin han trabajado allí. De 1995 a 2015, Aleksandr Dobrojótov enseñó en la Escuela de Graduados de Culturas Europeas (VSHEK), que es un centro internacional de formación e investigación en la Universidad Estatal Rusa de Humanidades (VSHEK se estableció en abril de 2007 y reemplazó al Instituto de Culturas Europeas). Desde 2009, Aleksandr Dobrojótov también es profesor en la Escuela Superior de Economía de la Universidad Nacional de Investigación (HSE), en la Escuela de Estudios Culturales. Ha impartido varios cursos de filosofía, filosofía de la cultura, metafísica, teología e historia de la cultura rusa.  En 2010, se convirtió en profesor titular en la HSE. Actualmente, Alexander Dobrokhotov es miembro del consejo editorial de Arbor Mundi, Transcultural Studies y Studies in East European Thought. 
En la actualidad, Aleksandr Dobrojótov es un destacado filósofo ruso de la cultura y un destacado estudioso de la culturología. A menudo aparece en televisión y ha impartido un curso en línea masivo en Coursera.

## Filosofía
A finales de los 80 y principios de los 90, el panorama disciplinario académico en el territorio de la antigua Unión Soviética experimentó cambios significativos. Algunas disciplinas basadas en el marxismo-leninismo dejaron de existir y aparecieron una serie de nuevas disciplinas en las humanidades y las ciencias sociales. En los nuevos campos hubo un enfoque hacia la cultura dentro de las humanidades rusas que llegó a conocerse como "culturología" (kulturologia). Ha habido muchas versiones de esta disciplina, y Aleksandr Dobrojótov se convirtió en el fundador de su propia versión original de la culturología, basada en las tradiciones filosóficas kantianas y hegelianas y en la filosofía rusa de la Edad de Plata. Considera los estudios de cultura como una combinación de filosofía teórica de la cultura, por un lado, y de estudios empíricos, por otro.
En sus trabajos sobre filosofía de la cultura, sostiene que la "cultura" puede considerarse como una región independiente del ser, junto con la "naturaleza" y el "espíritu". Define la cultura como el universo de los artefactos. Un artefacto sería el resultado de una objetivación del Espíritu y una antropomorfización de la Naturaleza. En este sentido, la cultura media entre Naturaleza y Espíritu. La cultura hace obsoleto el conflicto ontológico entre Naturaleza y Espíritu. En su lugar, aparecen otros dos conflictos ontológicos: el conflicto entre Naturaleza y Cultura, y entre Cultura y Espíritu. Aleksandr Dobrojótov sostiene además que la Cultura no es un mecanismo de adaptación humana al entorno natural, sino más bien una totalidad ontológica, con su propio establecimiento de objetivos, o, en sus términos, "teleologismo". Las formas puras o trascendentales establecen objetivos para la cultura. Esta idea proviene de obras de Platón, Leibniz, Kant y Husserl. Cada artefacto de la Cultura se crea para ocupar su lugar dentro de la totalidad ontológica y, por lo tanto, junto con su significado o función concreta, también contiene una interpretación latente de la totalidad. '¿Cómo debería ser el mundo para que yo pudiera ser parte de él?' - esta es la pregunta a la que responde cada artefacto.
De esto se sigue un método empírico que forma la base de la disciplina empírica de la culturología. Este método implica la reconstrucción de la totalidad ontológica del artefacto individual. Además, si la totalidad es la misma para todos los artefactos, se puede descubrir un isomorfismo de artefactos heterogéneos. Por tanto, la cuestión principal del estudio empírico de la cultura es "¿Cómo podemos reconciliar la heterogeneidad y el isomorfismo de los artefactos culturales?" 
En sus numerosos estudios empíricos de la cultura, Aleksandr Dobrojótov demuestra cómo funcionan su teoría y su método. Revela el isomorfismo subyacente en obras de Goethe, Friedrich Nietzsche y Pablo Picasso; en mecánica cuántica y vanguardia en arte; en la filosofía de la mente y la novela del siglo XVIII; en teología y en las películas de Alfred Hitchcock.

### Libros en ruso
- Философия культуры: учебник для вузов. М.: Издательский дом НИУ ВШЭ, 2016. (Philosophy of Culture. Moscow, 2016)
- Телеология культуры. М.: Прогресс-Традиция, 2016. (Teleology of Culture. Moscow, 2016)
- Избранное. М.: Территория будущего, 2008. (Selected Works. Moscow, 2008.)
- Данте. М.: Мысль, 1980. (Dante. Moscow, 1990. 208 pages.)
- Категория бытия в классической западноевропейской философии. М.: Изд-во Московского университета, 1986. (The Category of Being in Classical European Philosophy. Moscow, 1986. [Abstract in German]. 248 pages.)
- Учение досократиков о бытии. М.: Изд-во Московского университета, 1980. (Pre-Socratics' Teachings on Being. Moscow, 1980. 84 pages.)

### Publicaciones en inglés
- The Austrian Experience: The Mamardashvili Variant. In: Transcultural Studies: A Journal in Interdisciplinary Research. Vol. 5 No. 1 2009 [2015] Special Issue: Merab Mamardashvili: Transcultural Philosopher. Pp. 65-73.
- Descartes and Dostoyevski: two modes of ‘cogito’. National Research University Higher School of Economics (HSE). Basic Research Program. Working Papers. Series: Humanities, WP BRP 89/HUM/2015.  Moscow, 2015.
- The spiritual meaning of war in the philosophy of the Russian silver age. In: Studies in East European Thought: Volume 66, Issue 1 (2014), P. 69–76.
- The Problem of the "I" as a Culturological Topic. In: Russian Studies in Philosophy 10/2013; 52(2): P. 61-79.
- The short happy life of Goethe's Faust, or hieros gamos as the center of the tragedy. National Research University Higher School of Economics (HSE). Basic Research Program. Working Papers. Series: Humanities, WP BRP 15/HUM/2013.  Moscow, 2013. P. 1-14.
- “GAKhN: an aesthetics of ruins, or Aleksej Losev’s failed project.” In: Studies in East European Thought Vol. 63 / 2011. P. 31-42.
- “A short course on world culture.” In: Intellectual News. 2001. No. 9. P. 50-53.
- “You know - therefore, you ought to. (Ethical Implications of the «Cogito»).” In: How Natural is the Ethical Law? Tilburg, 1997.
- “The Thesis "Soma - Sema" And Its Philosophical Implications.” In: Pythagorean Philosophy. Athens, 1992.

### Publicaciones en otros idiomas
- Die Rezeption der klassischen deutschen Ästhetik in den Arbeiten und Diskussionen der GAChN. In: Kunst als Sprache – Sprachen der Kunst. Russische Ästhetik und Kunsttheorie der 1920er Jahre in der europäischen Diskussion. Sonderheft12 der “Zeitschrift für Ästhetik und Allgemeine Kunstwissenschaft”. Felix Meiner Verlag, 2014. S. 225 – 246.
- Le probleme du “Moi” dans la philosophie de Vladimir Soloviev et de l’Age d’argent. In: Revue philosophique de France et de l’étranger. N°3-2014. (2014 – 139e Annee – Tome CCVI)  P. 297 – 314.
- “Kants Teleologie als Kulturtheorie.” In: Kant im Spiegel der russischen Kantforschung heute. Frommann-Holzboog Verlag. Stuttgart-Bad, 2008. S. 19-27.
- “Antignostische Momente in Hegels Spekulation.” In: Die Folgen des Hegelianismus: Philosophie, Religion und Politik im Abschied von der Moderne. Hrsg. von Peter Koslowski. München. Wilhelm Fink Verlag, 1998. S. 137-146.
- “Die Evolution der russischen Henologie im ersten Viertel des XX. Jahrhunderts.” In: Henologische Perspektiven II. (Elementa. Bd. 69) Amsterdam-Atlanta. 1997.
- “La philosophie: en attendant Godot.” In: Esprit. Paris, 1996, # 22-3.
- “Das Individuum als Traeger der Macht: Destruktion der Ideale.” In: Miscellanea Mediaevalia. Bd.24. Individuum und Individualitaet im Mittelalter. Berlin - New-York, 1996.
- “Behovet av metafysik.” Ord & Bild. # 1-2. Goeteborg.1994. S. 165 - 171.
- “Metaphysik und Herrschaft: die "Russische Idee" als Ursprung einer Kultur des authoritaeren Denkens und Handelns.” In: Studies in Soviet Thought 44. 1992. Kluwer Academic Publishers. S.11-17.
- “Mensch und Natur im "Fegefeuer" Dantes.” In: Miscellanea Mediaevalia. Bd.21/2. Berlin-New York, 1992. S. 791-794.
- “Welches sind die wirklichen Fortschritte, die die Metaphysik seit Parmenides Zeiten gemacht hat?” In: La Parola del Passato. Rivista di studi antichi. Vol. XLIII. Napoli, 1988. S. 127-142.
- “L'Etre dans la philosophie antique et l'ontologie ouest-europeenne.” In: La philosophie grecque et sa portee culturelle et historique. Moscou, 1985, p. 138-157.
- “Heraklit: Fragment B52.” In: Studien zur Geschichte der westlichen Philosophie. Fr.a.M., 1986. S. 55-71.